# Phacelia distans
Phacelia distans är en strävbladig växtart som beskrevs av George Bentham. Phacelia distans ingår i Faceliasläktet som ingår i familjen strävbladiga växter. Inga underarter finns listade i Catalogue of Life.

## Bildgalleri

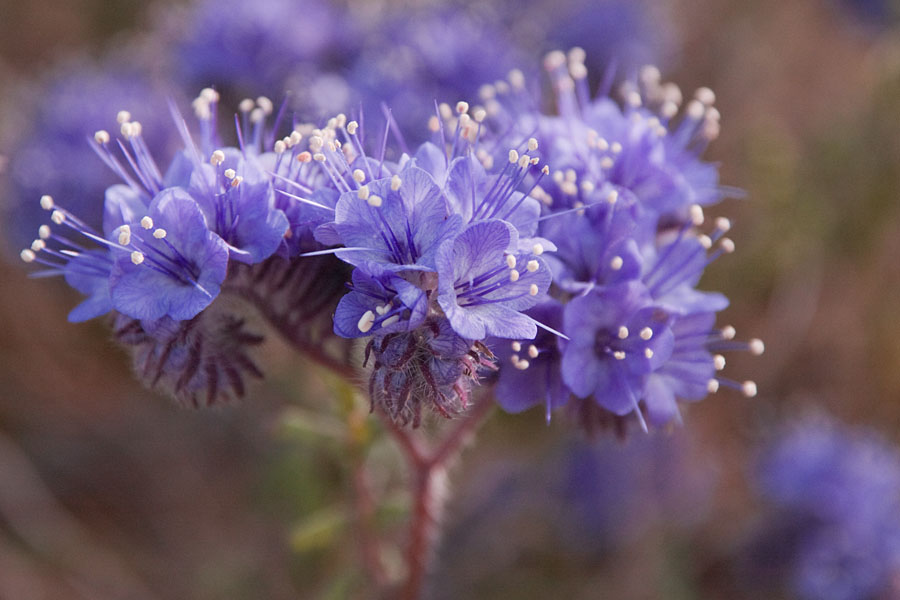
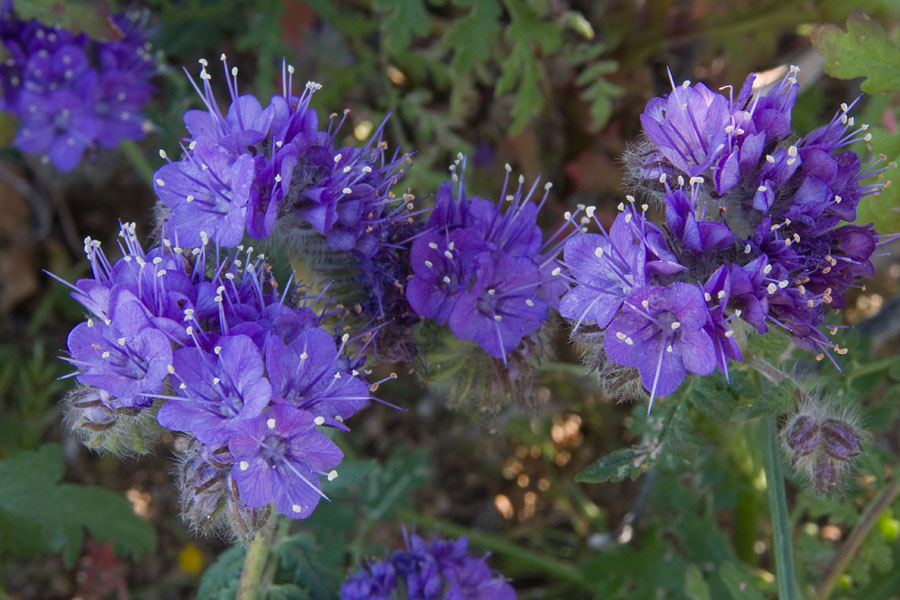
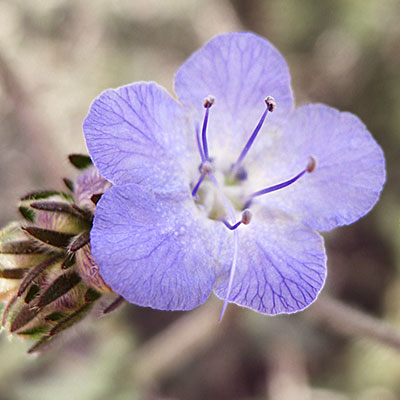
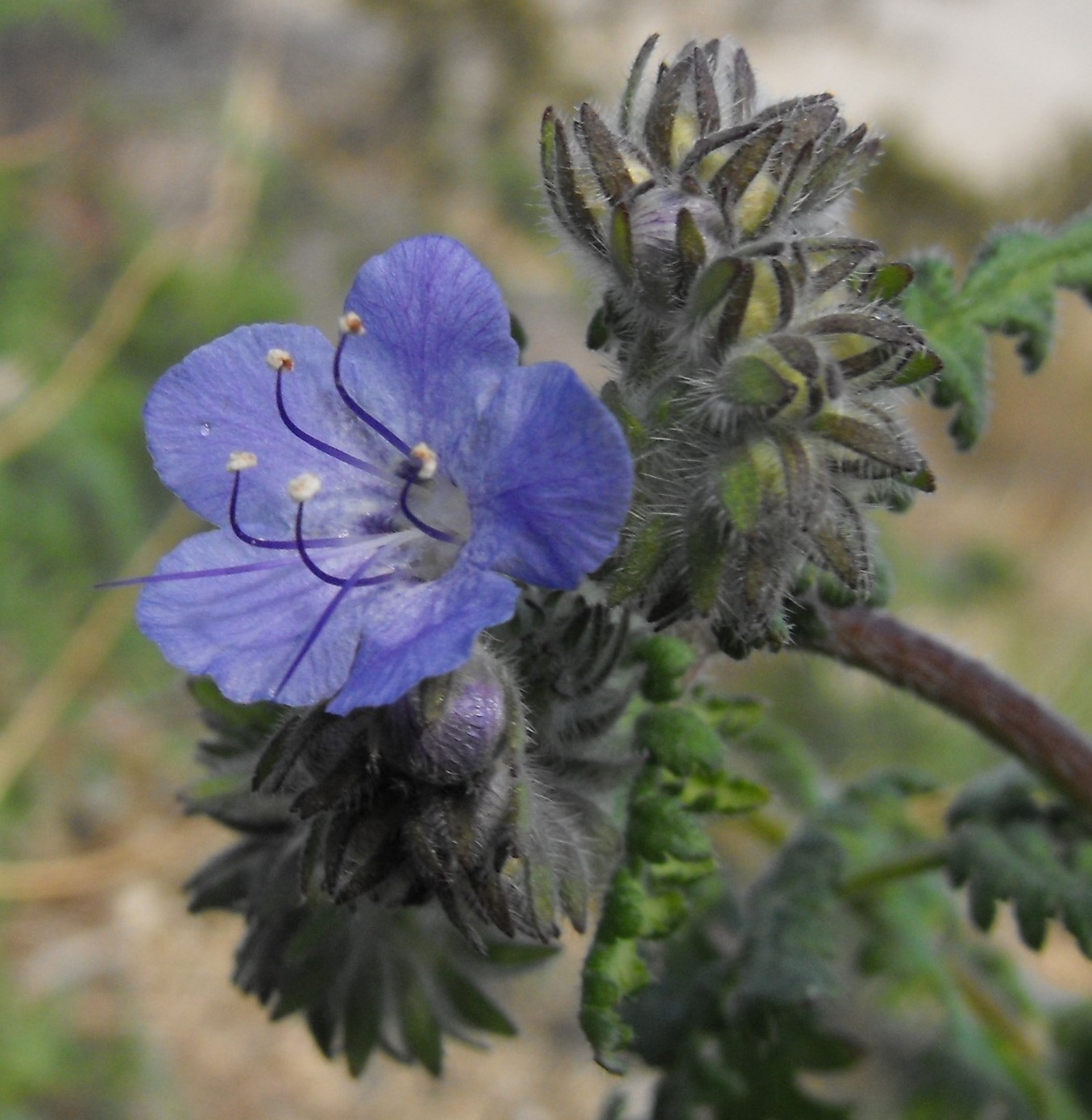
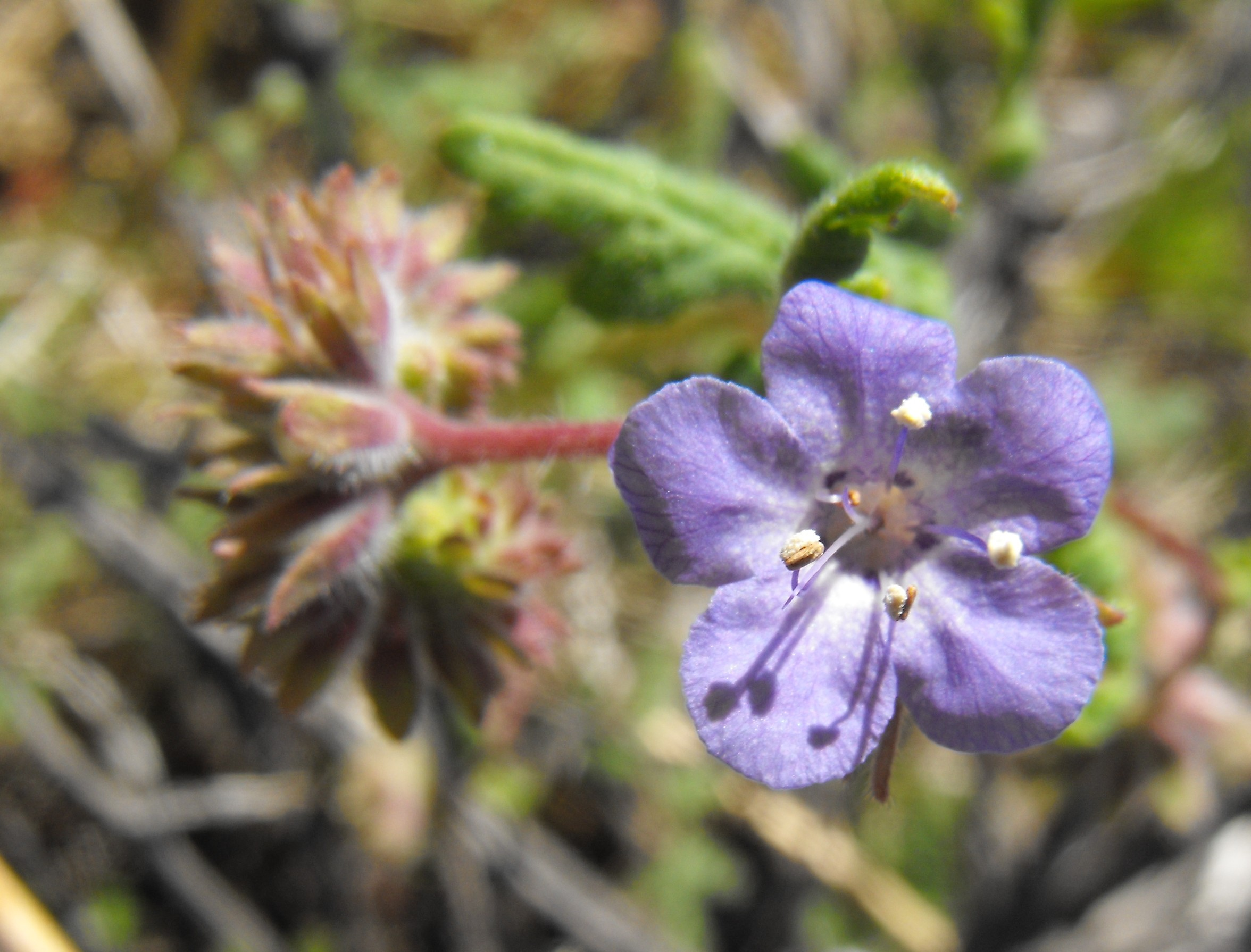
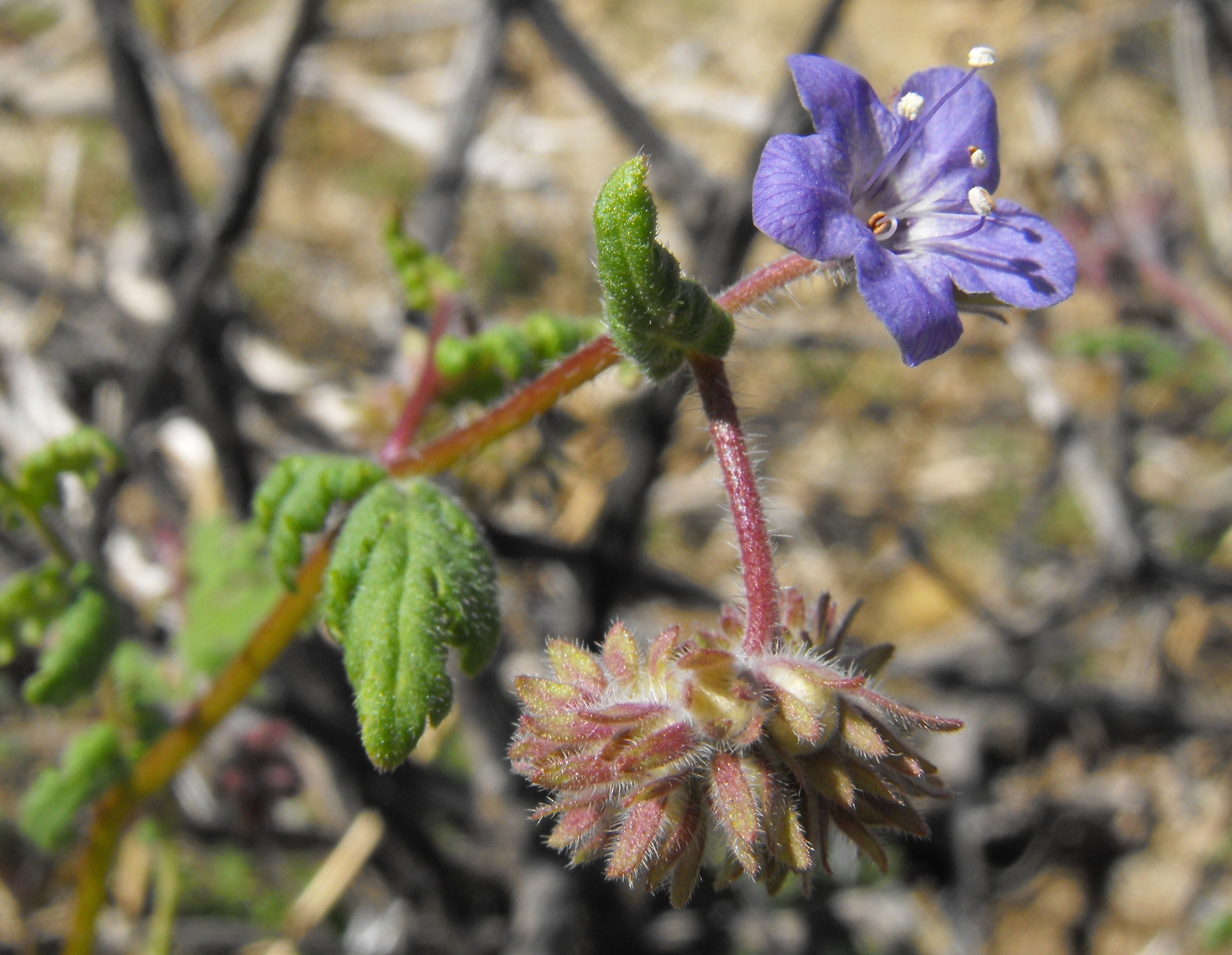